# 대이주

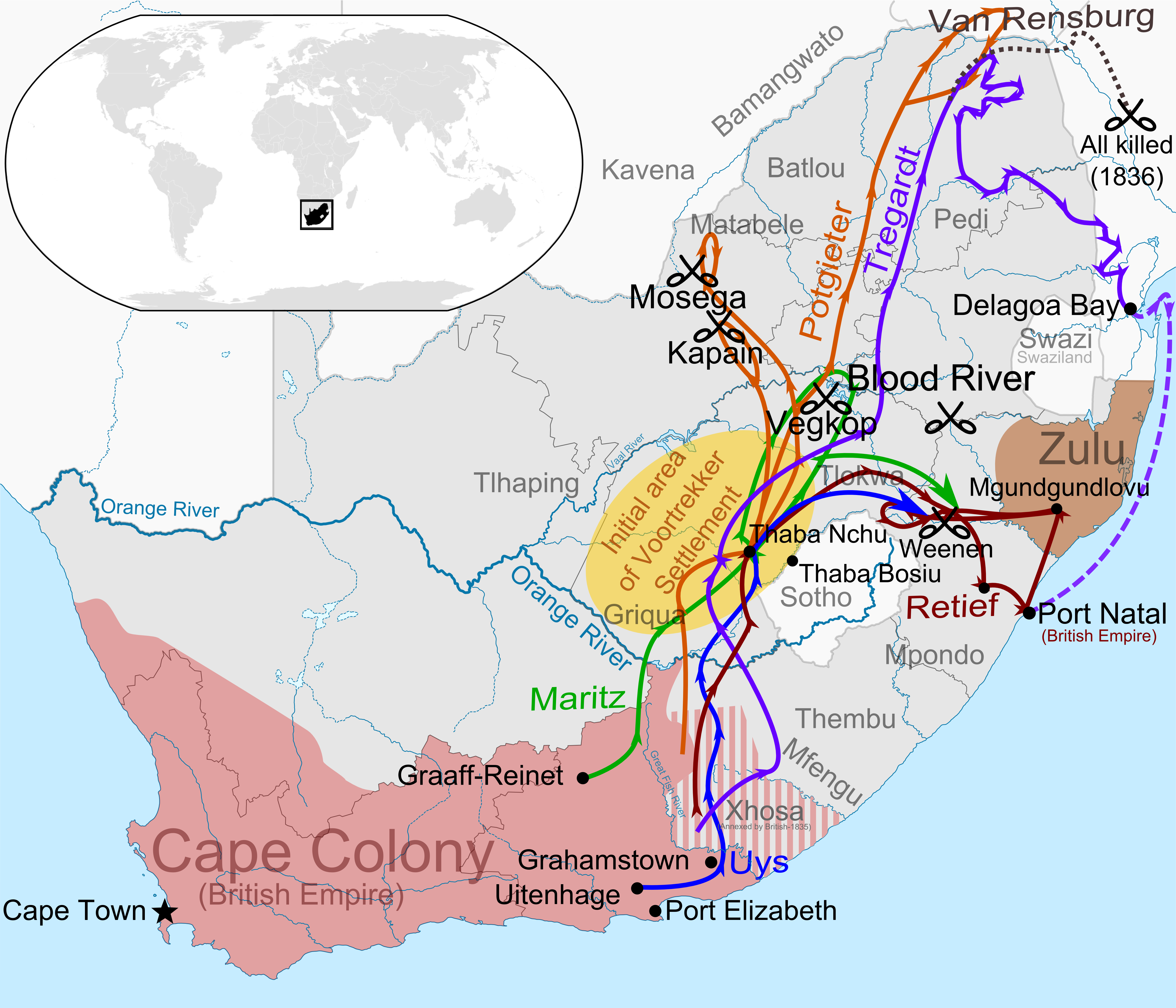
그레이트 트렉 첫 물결(1835-1840) 동안 가장 큰 트레킹 무리의 경로와 주요 전투 및 사건을 보여주는 지도. 초기 식민지화 지역을 나타내는 노란색 영역이 너무 남쪽으로 확장되어 타바 은추(Thaba Nchu)와 나중에 블룸폰테인(Bloemfontein)이 될 지역의 남쪽은 그리콰족과 트렉부어족에 의해 식민지화된 지역이었다.

대이주(아프리칸스어: Die Groot Trek, 네덜란드어: De Grote Trek)는 1836년부터 케이프 식민지에서 현대 남아프리카 공화국 내륙으로 마차를 타고 북쪽으로 이주한 네덜란드어를 사용하는 정착민들의 이동으로, 케이프의 영국 식민지 행정권을 벗어나 살기 위한 것이었다. 그레이트 트렉은 케이프의 원래 유럽 정착민의 후손들, 즉 총칭하여 보어인으로 알려진 사람들과 대영 제국 사이의 긴장이 최고조에 달한 결과였다. 또한 케이프타운에서 발전하는 행정적 복잡성에서 벗어나 고립주의적이고 반-유랑민적인 생활 방식을 추구하는 개별 보어인 공동체들 사이에서 점점 더 흔해지는 경향을 반영한 것이기도 하다. 그레이트 트렉에 참여한 보어인들은 스스로를 푸어트레커스라고 불렀는데, 이는 네덜란드어와 아프리칸스어로 "개척자" 또는 "선구자"를 의미한다.
그레이트 트렉은 여러 자치 보어 공화국, 즉 트란스발 공화국(단순히 트란스발이라고도 함), 오라녜 자유국, 나탈리아 공화국의 설립으로 직접 이어졌다. 또한 은데벨레인의 이주를 초래한 분쟁과 줄루족과의 분쟁으로 이어져 줄루 왕국의 쇠퇴와 최종 붕괴에 기여했다.

## 배경

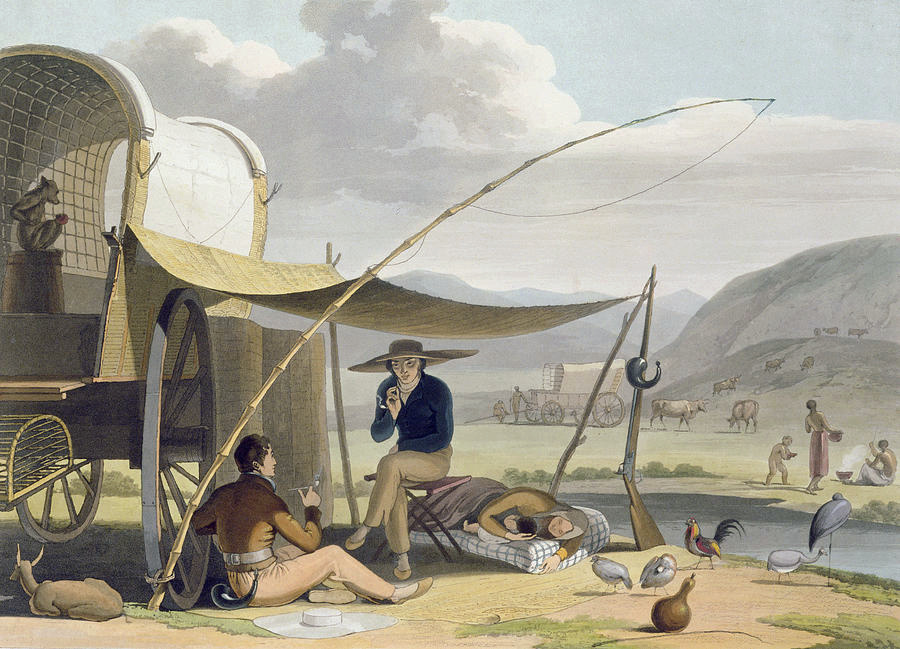
새뮤얼 다니엘의 트렉부어(Trekboers) 야영 모습 (1804년).

유럽인들이 오기 전에는 희망봉 지역에 코이산족이 살고 있었다. 최초의 유럽인들은 네덜란드 동인도 회사(네덜란드어 약어 VOC로도 알려짐)의 후원으로 케이프 지역에 정착했는데, VOC는 1652년에 유럽에서 아시아로 가는 긴 항해 동안 해외로 나가는 선단에 신선한 식량과 피난처를 제공하기 위해 보급소를 설립했다 (Hunt, John (2005)). 불과 수십 년 만에 케이프는 "글리덴(Glidden)"이라고도 불리는 "프리부르허(vrijburgers, 자유 시민)"들이 대규모로 거주하는 곳이 되었는데, 이들은 계약을 마친 후 해외 네덜란드 영토에 남아 있던 이전 회사 직원들이었다. 당시 케이프 정착지의 주요 목적은 지나가는 네덜란드 선박에 식량을 공급하는 것이었기 때문에, VOC는 회사 창고에 곡물을 경작한다는 조건으로 직원들에게 농지를 보조금으로 제공하고, 임금을 절약하기 위해 계약에서 해방시켰다. 프리부르허는 12년 동안 면세 지위를 부여받았고, 요청하는 모든 필요한 씨앗과 농기구를 대여받았다. 그들은 결혼한 네덜란드 시민이었고, 회사에 의해 "선량한 인물"로 간주되었으며, 아프리카 대륙에서 최소 20년을 보내야 했다. VOC 인력의 다국적적 특성을 반영하여, 일부 독일인 병사 및 선원들도 프리부르허 지위를 고려되었으며, 1688년 네덜란드 정부는 백 명 이상의 프랑스 위그노 난민들을 케이프에 재정착시키는 것을 후원했다. 그 결과, 1691년까지 식민지 유럽 인구의 4분의 1 이상이 민족적으로 네덜란드인이 아니었다. 그럼에도 불구하고, 상호 결혼과 거의 보편적인 네덜란드어 채택을 통해 어느 정도 문화적 동화가 이루어졌다. 분열은 사회적, 경제적 선을 따라 발생할 가능성이 더 높았다. 대체로 케이프 식민지 주민들은 국경에 직접 정착한 가난한 농부인 보어인과 더 부유하고 주로 도시에 거주하는 케이프 더치로 구분되었다.
플랑드르 전역과 암스테르담의 바타비아 혁명 이후, 프랑스는 네덜란드 영토에 친프랑스 괴뢰국인 바타비아 공화국을 세우는 데 도움을 주었다. 이로 인해 케이프는 프랑스 전함에게 개방되었다. 그레이트브리튼섬은 자국의 번성하는 해상 운송로를 보호하기 위해 1803년까지 이 신생 식민지를 무력으로 점령했다. 1806년부터 1814년까지 케이프는 영국 왕립 해군에게 인도 해상 교통에 대한 전략적 중요성만을 가진 영국 군사 종속국으로 통치되었다. 영국은 1815년 파리 조약의 결과로 1815년경에 공식적으로 영구적인 행정 통제권을 인수했다.

### 원인
영국 통치 초기, 케이프 식민지는 100,000 제곱마일 (260,000 km2)에 달했고 약 26,720명의 유럽계 인구가 살았으며, 이들 중 상대적 다수는 네덜란드 출신이었다. 4분의 1이 약간 넘는 인구는 독일계였고 약 6분의 1은 프랑스 위그노 후손이었는데, 대부분은 1750년경부터 프랑스어를 사용하지 않게 되었다. 또한 정착민들이 소유한 30,000명의 아프리카 및 아시아 노예와 약 17,000명의 토착 코이산족이 있었다. 정착민들, 특히 보어인들과 새로운 행정부 간의 관계는 빠르게 악화되었다. 영국 당국은 보어인들의 노예 소유와 토착민들에 대한 지나치게 가혹한 대우로 여겨지는 것에 강력히 반대했다.
영국 정부는 케이프가 자체 세금으로 재정을 조달해야 한다고 주장했는데, 이는 보어인들과 케이프타운의 네덜란드 상인들에게는 생소한 접근 방식이었다. 1815년, 토착 하인을 학대한 혐의로 체포에 저항하다 총에 맞아 사망한 백인 농부의 논란의 여지가 있는 죽음은 실패한 슬락터스 넥 반란을 초래했다. 영국은 반란죄로 다섯 명의 보어인을 처형했다. 1828년, 케이프 주지사는 노예를 제외한 모든 토착 주민이 정착민과 동등하게 안전과 재산 소유에 대한 "시민"의 권리를 가져야 한다고 선언했다. 이는 식민지의 백인 인구를 더욱 소외시키는 결과를 낳았다. 연속적인 영국 행정관에 대한 보어인들의 분노는 1820년대 후반부터 1830년대 초반까지 계속 증가했으며, 특히 영어의 공식적인 부과와 함께 더욱 심화되었다. 이는 케이프의 사법 및 정치 시스템에서 네덜란드어를 영어로 대체하여, 대부분 영어를 거의 또는 전혀 구사하지 못하는 보어인들에게 불이익을 주었다.
영국이 보어인들을 소외시킨 결정은 1834년 모든 식민지에서 노예 제도를 폐지하기로 한 결정으로 인해 특히 증폭되었다. 케이프 주지사에게 등록된 35,000명의 노예는 모두 해방되어 다른 시민들과 동등한 권리를 부여받게 되었지만, 대부분의 경우 그들의 주인은 1838년까지 그들을 견습생으로 계속 고용할 수 있었다. 많은 보어인들, 특히 곡물 및 와인 생산에 관련된 사람들은 노예 노동에 의존했다. 예를 들어, 스텔렌보스 인근의 모든 백인 농부 중 94%가 당시 노예를 소유했으며, 노예 보유 규모는 그들의 생산량과 크게 관련이 있었다. 영국 정부는 보상을 제안했지만, 지불은 런던에서 받아야 했고, 그 여정을 감당할 자금이 있는 보어인은 거의 없었다.
자신들의 생활 방식에 대한 부당한 침해로 여겨지는 것에 불만을 품은 일부 보어인 공동체는 농장을 팔고 남아프리카의 미개척 내륙 깊숙이 들어가 더 이상의 분쟁을 피하고 영국 통치로부터 완전히 독립하여 살 것을 고려했다. 다른 이들, 특히 반유목 목축 활동을 추구하는 보어인의 한 계층인 트렉부어(trekboers)는 영국 정부가 케이프 식민지의 국경을 동쪽으로 확장하고 더 많은 좋은 목초지와 경제적 기회를 제공하려는 의지가 없거나 불가능하다는 점에 좌절했다. 그들은 스스로 식민지 국경 너머로 트렉을 하기로 결심했다.

### 반대
그레이트 트렉을 방해하는 것은 아니었지만, 영국은 이 움직임을 뚜렷한 불안감으로 바라보았다. 영국 정부는 처음에 이주하는 보어인들과 그들이 마주치는 반투족 사이의 남아프리카 내륙 깊숙한 곳에서의 갈등이 값비싼 군사 개입을 필요로 할 것이라고 시사했다. 그러나 케이프 당국은 또한 정착민들을 추격하고 고의적으로 거부했던 인기 없는 통치 시스템을 재부과하려는 인간적, 물질적 비용이 즉각적인 위험을 감수할 가치가 없다고 판단했다. 일부 관리들은 보어인들이 분명히 마주치게 될 부족들에 대해 우려했으며, 이 부족들이 노예가 되거나 궁핍 상태로 전락할지 여부를 걱정했다.
그레이트 트렉은 정착민들 사이에서 보편적으로 인기가 있었던 것은 아니었다. 약 12,000명이 이 이주에 참여했는데, 이는 당시 식민지 네덜란드어 사용 백인 인구의 약 5분의 1 또는 1830년대 동부 지역 백인 인구의 20%에 해당한다. 대부분의 보어인이 속했던 화란 개혁교회는 그레이트 트렉을 명시적으로 지지하기를 거부했다. 영국에 대한 적대감에도 불구하고, 자발적으로 케이프에 남기로 선택한 보어인들도 있었다.
한편, 독자적인 케이프 더치 공동체는 영국 통치를 받아들였다. 많은 구성원들은 스스로를 영국 문화에 특별한 애착을 가진 충성스러운 영국 신민으로 여겼다. 케이프 더치는 또한 훨씬 더 도시화되어 있었고, 따라서 보어인들이 가졌던 것과 동일한 농촌의 불만과 고려 사항에 취약할 가능성이 적었다.

## 나탈 탐험 트렉
1832년 1월, 앤드류 스미스(영국인)와 윌리엄 버그(보어인 농부)는 나탈을 잠재적인 식민지로 정찰했다. 케이프로 돌아온 스미스는 매우 열정적인 모습을 보였고, 버그가 보어인들과 나눈 토론의 영향은 결정적이었다. 버그는 나탈을 예외적으로 비옥하고, 물이 풍부하며, 거의 사람이 살지 않는 땅으로 묘사했다.
1834년 6월, 위튼하헤와 그레이엄스타운의 보어인 지도자들은 케이프에서 영국 통치에 환멸을 느낀 케이프 보어인들을 위한 새로운 고향으로서 나탈의 잠재력을 평가하기 위해 Kommissietrek('조사 트렉')에 대해 논의했다. 페트루스 라프라스 외이스가 트렉 지도자로 선택되었다. 동시에 그라프 라이넷에서는 얀 게리츠 반테스가 포트 나탈 탐험 트렉에 대해 듣고, 아버지 버나드 루이 반테스의 격려를 받아 참여 의사를 외이스에게 전달했다. 반테스는 보어인들에 대한 네덜란드 독립을 재건하고 케이프의 영국 법률에서 벗어나고 싶어 했다. 1834년 8월 초, 그는 그라프 라이넷에서 220km 떨어진 그레이엄스타운으로 향하는 여행자들과 함께 출발했는데, 이는 3주간의 여정이었다. 1834년 8월 말경 그는 그레이엄스타운에 도착하여 외이스에게 연락하고 자신을 소개했다. 반테스는 이미 이 지역에서 구어 및 문어 네덜란드어와 영어에 능통한 교육받은 젊은이로 잘 알려져 있었다. 이러한 기술 덕분에 외이스는 반테스를 합류하도록 초대했다. 반테스의 글쓰기 기술은 여정이 전개되면서 사건을 기록하는 데 매우 유용하게 사용될 것이었다.
1834년 9월 8일, 40명의 남자와 1명의 여자, 그리고 유색인 하인들을 포함한 Kommissietrek는 14대의 마차와 함께 그레이엄스타운에서 나탈로 출발했다. 이스턴케이프주를 지나면서, 그들은 이웃 줄루 왕 딩가네 카 센잔가코나와 분쟁 중인 코사족의 환영을 받았고, 무사히 나탈로 들어갔다. 그들은 스미스와 버그가 2년 전에 갔던 것과 거의 같은 경로를 따라 여행했다.
트렉은 해안 경로를 피하고 더 평평한 내륙 지형을 유지했다. Kommissietrek은 이스트 그리콸랜드와 익소포에서 포트 나탈로 접근했으며, 음탐부나강과 움코마지강의 상류를 건넜다. 험준한 지형 때문에 이동 속도는 느렸고, 여름이었기 때문에 우기로 인해 많은 강이 최대 수위로 불어 있었다. 진행을 위해서는 가장 적합한 경로를 찾기 위해 며칠 동안 정찰해야 했다. 결국 몇 주간의 엄청난 고생 끝에 작은 일행은 콩젤라강을 건너 해안 숲을 지나 만 지역으로 들어가 포트 나탈에 도착했다. 그들은 그레이엄스타운에서 약 650 킬로미터 (400 mi)를 여행했다. 이 여행은 느린 마차로 약 5~6개월이 걸렸을 것이다. 케르켄베르크를 통한 드라켄즈버그산맥 경로가 나탈로 향하는 길은 아직 발견되지 않은 상태였다.
그들은 1835년 2월, 길고 지친 여행 끝에 무더운 포트 나탈 만에 도착했다. 그곳에서 트렉은 곧 제임스 콜리스와 같은 몇몇 영국인 사냥꾼과 상아 상인, 그리고 영국 왕립 해군 함선 클링커의 전 사령관이었던 앨런 프랜시스 가디너 목사 등에게 환영받았는데, 가디너는 그곳에 선교 기지를 설립하기로 결정했었다. 보어인들과 영국인들 사이의 화기애애한 교류 후, 일행은 그들과 합류하여 딕 킹을 그들의 가이드로 초대했다.
보어인들은 현재 더반의 그레이빌 경마장 지역에 라거('마차 요새') 야영지를 세웠는데, 그곳이 황소와 말에게 적합한 방목지였고 만의 먹이 찾는 하마들로부터 멀리 떨어져 있었기 때문이다. 베레아 능선에서 흘러내리는 몇 개의 작은 개울은 신선한 물을 제공했다. 알렉산더 비거도 만에 전문 사냥꾼으로 코끼리 사냥을 하고 있었으며, 트레커들에게 포트 나탈의 상황에 대한 정보를 제공했다. 반테스는 외이스가 제안한 메모를 작성했는데, 이는 나중에 나탈의 긍정적인 측면에 대한 그의 더 포괄적인 보고서의 기초가 되었다. 반테스는 또한 만의 대략적인 지도를 그렸는데, 이 일지는 현재 없어졌지만, 보어인들의 새로운 고향에 물자를 공급할 수 있는 항구의 잠재력을 보여주었다.
포트 나탈에서 외이스는 줄루어를 할 수 있는 딕 킹을 움궁군들로부로 보내 딩가네 왕에게 땅을 허가할 가능성을 조사하게 했다. 딕 킹이 몇 주 후 포트 나탈로 돌아왔을 때, 그는 딩가네 왕이 그들이 직접 방문하기를 주장했다고 보고했다. 피트 외이스의 형제인 요하네스 외이스와 몇몇 동지들이 몇 대의 마차를 가지고 딩가네 왕의 수도 움궁군들로부를 향해 여행했고, 음보티강 입구에 laager 야영지를 세운 후 말을 타고 계속 진행했지만, 범람한 투겔라강에 막혀 laager로 돌아갈 수밖에 없었다.
Kommissietrek은 1835년 6월 초 상아를 숨긴 채 포트 나탈을 떠나 케이프로 돌아가는 거의 같은 경로를 따라 1835년 10월 그레이엄스타운에 도착했다. 피트 외이스의 추천으로 반테스는 나탈리아랜드 보고서의 초안을 작성하기 시작했다. 주요 교회에서 회의와 강연이 열려 많은 지지를 얻었으며, 트렉 열병의 첫 불꽃이 타오르기 시작했다. 포트 나탈에서 수집된 모든 정보를 바탕으로 반테스는 "나탈리아 또는 나탈 랜드"에 대한 최종 보고서를 작성했으며, 이는 케이프의 보어인들이 그레이트 트렉을 시작하도록 영감을 준 촉매제 역할을 했다.

## 첫 번째 물결
| 첫 번째 물결에서 가장 큰 트렉 집단:162–163 | 첫 번째 물결에서 가장 큰 트렉 집단:162–163 | 첫 번째 물결에서 가장 큰 트렉 집단:162–163 | 첫 번째 물결에서 가장 큰 트렉 집단:162–163                | 첫 번째 물결에서 가장 큰 트렉 집단:162–163 |
| ------------------------------------------ | ------------------------------------------ | ------------------------------------------ | --------------------------------------------------------- | ------------------------------------------ |
| 지도자                                     | 출발 날짜                                  | 출발 지점                                  | 규모                                                      |                                            |
| 루이 트레가르트                            | 1835년 9월                                 |                                            | 트레가르트 가족을 포함한 9가구                            |                                            |
| 한스 반 렌스부르흐                         | 1835년 9월                                 |                                            | 49명                                                      |                                            |
| 헨드릭 포트히터                            | 1835년 후반 또는 1836년 초반               |                                            | 사렐 실리에르와 카스퍼 크루거의 무리와 합류 후 200명 이상 |                                            |
| 게리트 마리츠                              | 1836년 9월                                 | 그라프 라이넷                              | 백인 남성 약 100명을 포함한 700명 이상                    |                                            |
| 피트 레티프                                | 1837년 2월                                 | 알바니                                     | 약 100명의 남성, 여성, 어린이                             |                                            |
| 피트 외이스                                | 1837년 4월                                 | 위튼하헤                                   | 외이스 가족 구성원 100명 이상                             |                                            |

첫 번째 푸어트레커스 물결은 1835년부터 1840년까지 지속되었으며, 이 기간 동안 약 6,000명의 사람들(1830년대 케이프 식민지 백인 인구의 약 10% 또는 동부 지역 백인 인구의 20%)이 트렉을 했다.

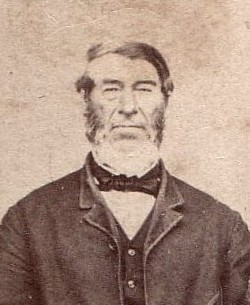
헨드릭 포트히터의 델라고아만, c. 1851–52

푸어트레커스의 첫 두 무리는 1835년 9월에 루이 트레가르트와 한스 반 렌스부르흐의 지휘 아래 출발했다. 이 두 무리는 1836년 1월 로버츠 드리프트에서 발강을 건넜지만, 1836년 4월 트레가르트와 반 렌스부르흐 간의 의견 차이로 사우트판스베르흐 산맥에서 불과 110 킬로미터 (70 mi) 떨어진 곳에서 두 무리는 갈라졌다.
1836년 7월 말, 반 렌스부르흐의 49명 전원은 줄루 전사가 구출한 두 어린이를 제외하고 마누코시의 임피 (전사 부대)에 의해 이냠바느에서 학살되었다. 사우트판스베르흐 주변에 정착했던 트레가르트의 무리 중 살아남은 사람들은 델라고아만을 식민지화하기 위해 이동했지만, 트레가르트를 포함한 대부분이 열병으로 사망했다.:163
헨드릭 포트히터가 이끄는 한 무리는 1835년 후반 또는 1836년 초반에 타르카 지역을 떠났고, 1836년 9월에는 게리트 마리츠가 이끄는 무리가 그라프 라이넷에서 트렉을 시작했다. 트레커들 사이에서 어디에 정착할지에 대한 명확한 합의는 없었지만, 모두 바다로 나가는 출구 근처에 정착하는 것을 목표로 했다.:162,163

### 마테벨레족과의 분쟁
1836년 8월, 현지 흑인 지도자들과의 기존 평화 협정에도 불구하고 은데벨레인 (마테벨레족) 순찰대가 포트히터의 무리의 리벤베르그 가족을 공격하여 남자 6명, 여자 2명, 어린이 6명을 살해했다. 이들의 주요 목표는 푸어트레커스의 소를 약탈하는 것이었다고 생각된다. 1836년 10월 20일, 포트히터의 무리는 베그코프 전투에서 4,600명의 은데벨레 전사들에 의해 공격받았다. 35명의 무장한 트레커들은 자신들의 laager에 대한 은데벨레족의 공격을 물리쳤지만, 두 명의 남성을 잃고 거의 모든 트레커의 소를 잃었다. 포트히터, 외이스, 마리츠는 두 차례의 징벌적인 코만도 습격을 감행했다. 첫 번째 습격으로 모세가의 은데벨레 식민지가 약탈당하고 400명의 은데벨레족이 사망하며 7,000마리의 소가 빼앗겼다. 두 번째 코만도는 음질리카지와 그의 추종자들이 현재의 짐바브웨로 도피하도록 강요했다.:163
1837년 봄까지 발강과 오렌지강 사이에 총 2,000명가량의 트레커가 거주하는 5~6개의 대규모 푸어트레커 식민지가 건설되었다.

### 줄루족과의 분쟁
1837년 10월, 레티프는 줄루족 딩가네 왕과 현재의 콰줄루나탈주의 땅에 대한 조약을 협상하기 위해 만났다. 드라켄즈버그를 넘어 이전에 유입되었던 푸어트레커들 때문에 의심하고 불신했던 딩가네 왕은 레티프와 그의 추종자 70명을 살해했다.:164
오직 선교사 프랜시스 오언의 서면 목격자 증언만이 남아있으므로, 어떤 일이 일어났는지에 대한 다양한 해석이 존재한다. 레티프가 땅을 요청하는 서면에는 푸어트레커가 여행 중에 만난 토착 집단을 물리쳤다는 언급을 통해 은밀한 위협이 포함되어 있었다. 사유 재산 소유권을 보장하는 서면 계약에 대한 푸어트레커의 요구는 당대의 줄루 구전 문화와 양립할 수 없었다. 줄루 문화에서는 족장이 공유 재산인 땅을 일시적으로만 처분할 수 있다고 규정되어 있었다.
대부분의 증언은 다음과 같은 일이 일어났다는 데 동의한다. 딩가네 왕의 권위는 보어인들이 정착하려는 일부 땅에 미쳤다. 푸어트레커의 요구를 승인하기 위한 전제 조건으로, 그는 푸어트레커에게 라이벌 추장인 세코넬라가 훔쳐간 소를 돌려줄 것을 요구했다. 보어인들이 소를 되찾은 후, 딩가네 왕은 레티프를 그의 거주지인 움궁군들로부로 초대하여 조약을 마무리했고, 미리 학살을 계획했거나 레티프와 그의 부하들이 도착한 후에 그렇게 하기로 결정했다.
딩가네 왕이 전사들에게 내린 지시로 알려진 "Bulalani abathakathi!" (줄루어로 "마녀를 죽여라")는 그가 보어인들을 사악한 초자연적 힘을 휘두르는 자들로 여겼음을 시사할 수 있다. 레티프의 사절단을 살해한 후, 7,000명의 임피로 구성된 줄루 군대가 파견되어 드라켄즈버그 산기슭의 푸어트레커 야영지를 즉시 공격했는데, 이곳은 나중에 블라우크란스와 웨넌이라고 불렸으며, 웨넌 학살로 이어져 282명의 푸어트레커(그 중 185명은 어린이)와 그들을 동반한 250명의 코이코이족 및 바수토족을 포함하여 532명이 사망했다. 동부 케이프 국경에서 코사족과의 이전 분쟁과는 달리, 줄루족은 남자뿐만 아니라 여자와 아이들까지 살해하여 나탈 지역 푸어트레커 병력의 절반을 전멸시켰다.
푸어트레커스는 (나중에 비행 코만도로 알려진) 줄루족에 대한 347명 규모의 징벌적 습격으로 보복했으며, 오라녜 자유국에서 새로 도착한 병력의 지원을 받았다. 푸어트레커스는 움궁군들로부 남서쪽 이탈레니 전투에서 약 7,000명의 전사들에게 완패했다. 나중에 영국-보어 전쟁에서 지속적인 성공을 방해했던 아프리카너 지도자들이 서로의 지도력에 복종하는 것을 꺼리는 것으로 잘 알려진 경향이 주된 원인이었다.
1838년 11월 안드리에스 프레토리우스가 방어를 지원하기 위해 도착했다. 며칠 후인 1838년 12월 16일, 트레커들은 블러드 강 전투에서 줄루 임피와 싸웠다. 프레토리우스가 줄루 군대에 승리하면서 줄루족 내에서 내전이 발생했으며, 딩가네 왕의 이복형제인 음판데 카센잔가코나는 왕을 전복하고 스스로 왕이 되기 위해 푸어트레커와 동맹을 맺었다. 음판데는 딩가네에 대한 후속 원정에 트레커를 지원하기 위해 10,000명의 임피를 파견했다.:164
줄루족 군대가 패배하고 레티프의 시신에서 딩가네와 레티프 간의 조약이 회수된 후, 푸어트레커는 나탈리아 공화국을 선포했다. 딩가네의 죽음 이후, 음판데는 왕으로 선포되었고, 줄루족은 1843년 대영 제국에 합병될 때까지 단명한 나탈리아 공화국과 동맹을 맺었다.:164
푸어트레커스의 총은 줄루족의 짧은 창, 싸움 막대기, 소가죽 방패와 같은 전통 무기에 비해 기술적 우위를 제공했다. 보어인들은 전투 전에 하느님께 맹세한 서원 덕분에 승리했다고 여겼다. 승리하면 그들과 미래 세대는 그 날을 사바스로 기념할 것이라고. 이후 12월 16일은 보어인들에 의해 공휴일로 기념되었으며, 처음에는 딩가네의 날로 불리다가 나중에는 서약의 날로 변경되었다. 아파르트헤이트 이후, 남아프리카 공화국 정부는 모든 남아프리카인 간의 화해를 촉진하기 위해 이 이름을 화해의 날로 변경했다.

## 영향

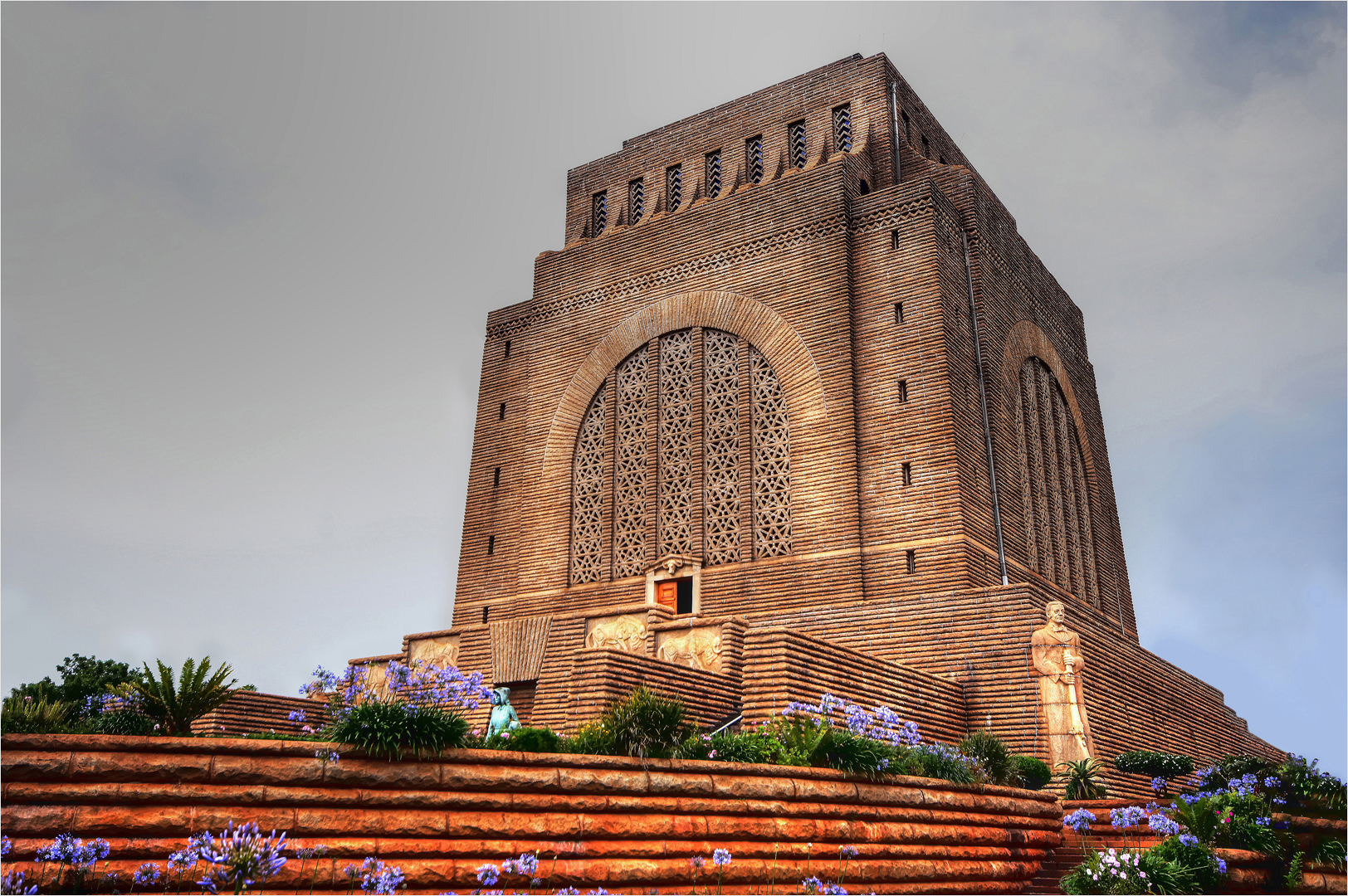
프레토리아의 푸어트레커 기념비는 1835년과 1854년 사이에 케이프 식민지를 떠난 푸어트레커를 기념하기 위해 세워졌다.

푸어트레커 사이의 갈등은 트렉이 이전에 규율을 강제했던 기존 계급 계층을 무너뜨렸기 때문에 사회적 결속이 약화되었기 때문에 문제가 되었다. 대신 트렉 지도자들은 자신들의 무리를 통제하기 위해 가부장적 가족 구조와 군사적 명성에 더 의존하게 되었다. 이는 아프리칸스 문화와 사회에 크고 지속적인 영향을 미쳤다.:163

### 백주년 기념 행사
1930년대의 그레이트 트렉 기념은 아프리칸스 내셔널리즘 성장에 중요한 역할을 했다. 제2차 보어 전쟁과 그 이후 1906년부터 1934년까지 아프리칸스 공동체 내에서 전쟁에 대한 공개 토론이 부족했던 경험이 아프리칸스 민족 정체성에 대한 관심이 크게 증가하는 배경을 마련하는 데 도움이 되었다고 생각된다. 그레이트 트렉 백주년 기념과 보어 전쟁에서 아프리칸스인의 경험에 대해 배우려는 새로운 세대의 아프리카너들의 관심이 아프리칸스 내셔널리즘의 급증을 촉발했다.:433
백주년 기념 행사는 1938년 8월 8일 얀 반 리베크 동상이 있는 케이프타운에서 9대의 소달구지로 트렉을 재연하는 것으로 시작되어 새로 완공된 프레토리아의 푸어트레커 기념비에서 끝났으며 10만 명 이상이 참석했다. 동시에 같은 장소에서 시작된 두 번째 재연 트렉은 블러드 강 전투 현장에서 끝났다.:432

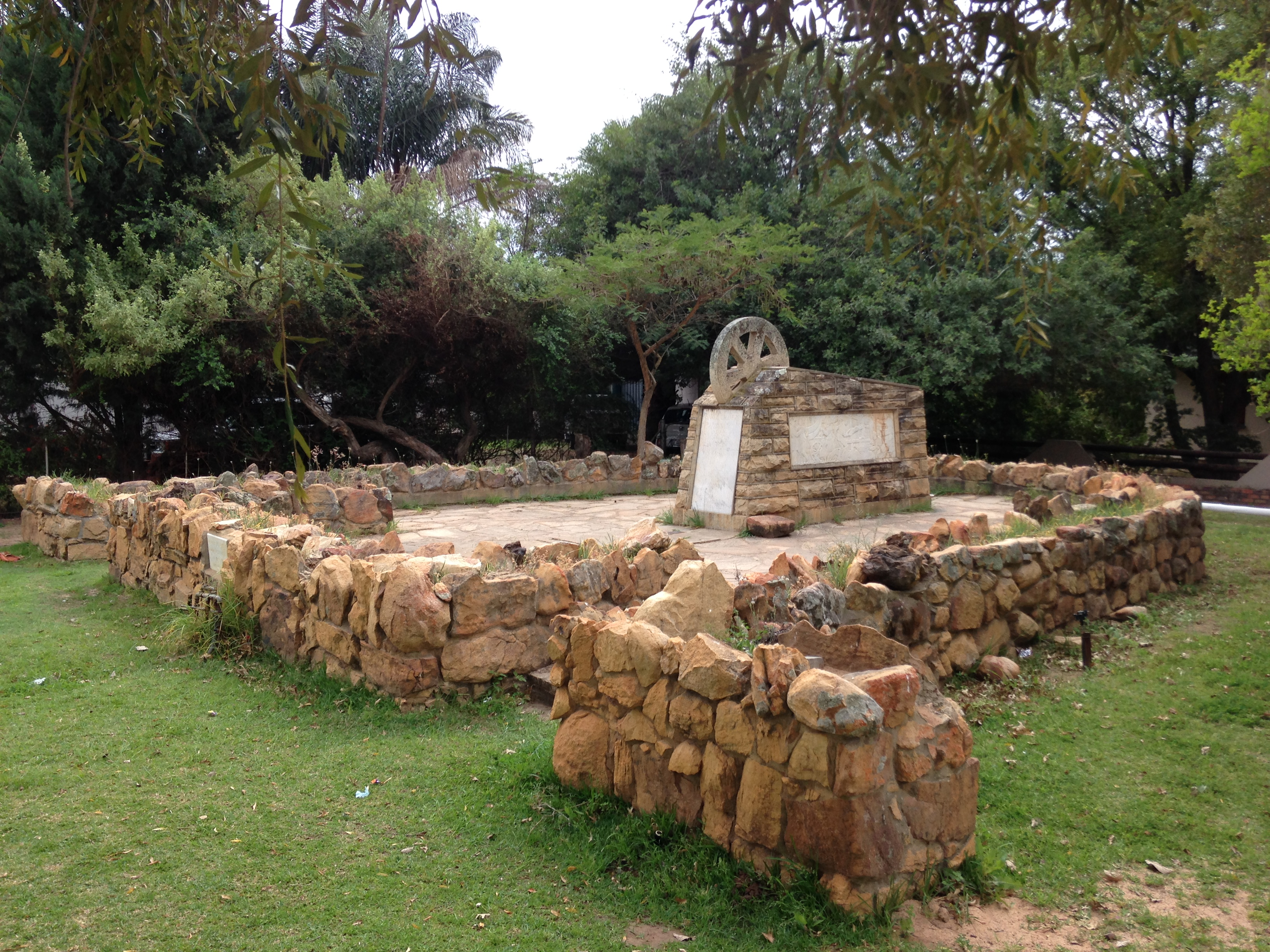
클랜윌리엄에 있는 이 기념비와 같은 그레이트 트렉 기념비는 백주년 기념 행사 동안 전국 소도시 곳곳에 세워졌다.

이 기념 행사는 재연 트렉이 남아프리카 공화국의 작은 마을과 도시를 통과하면서 아프리카너들 사이에서 대규모 열광을 불러일으켰다. 참가자와 관람객 모두 푸어트레커 복장을 하고, 거리 이름을 바꾸고, 기념식을 열고, 기념비를 세우고, 아프리카너 영웅들의 무덤에 화환을 바치는 방식으로 참여했다. 푸어트레커들이 했던 방식으로 야외에서 식사를 요리하는 것이 도시인들 사이에서 유행하며, 남아프리카 공화국의 브라이 전통이 탄생했다.:432 1938년 그레이트 트렉 100주년에 맞춰 아프리칸스어 서사 영화 Building a Nation(Die Bou van 'n Nasie)이 제작되었다. 이 영화는 1652년부터 1910년까지의 남아프리카 공화국 역사 중 그레이트 트렉에 초점을 맞춰 아프리칸스어 버전으로 이야기를 들려준다.
아프리카너 브로더본드 및 아프리칸스어 언어 및 문화 협회와 같은 여러 아프리칸스어 조직들은 아프리카너 대의를 발전시키고 20세기에도 공동체 내에서 더 큰 단결과 연대의식을 확립하려는 백주년 기념 행사의 목표를 계속 추진했다.:432

#### 정치적 영향
그레이트 트렉은 아프리카너 민족주의자들에게 공통된 아프리칸스어 역사의 핵심 상징으로 사용되었다. 이는 아프리칸스 민족의 개념과 국민당의 이상을 촉진하는 이야기를 홍보하는 데 사용되었다. 1938년, 블러드 강 전투와 그레이트 트렉의 백주년 기념 행사는 아프리칸스 민족주의적 논제를 중심으로 조직되었다. 아프리카너 민족주의의 서사는 1948년 남아프리카 연방 총선거에서 국민당이 승리한 중요한 이유가 되었다. 1년 후 푸어트레커 기념비가 완공되어 1949년 새로 선출된 남아프리카 공화국 총리이자 국민당 당원인 다니엘 말란에 의해 프리토리아에서 개관되었다.
몇 년 후, 그레이트 트렉을 언급하는 코넬리스 야코부스 랑겐호번이 쓴 시인 "남아프리카의 외침"이 1994년 이전 남아프리카 공화국 국가의 가사로 채택되었다. 1997년 이후의 남아프리카 공화국의 국가는 "남아프리카의 외침"의 일부를 포함하고 있지만, "그레이트 트렉에 대한 언급('met die kreun van ossewa')"은 "우리 공동체의 한 부분의 경험에 불과하다"는 이유로 제외하기로 결정되었다. 남아프리카 공화국에서 아파르트헤이트가 종식되고 다수결 통치로 전환될 때, F. W. 데 클레르크 대통령은 그 조치들을 새로운 그레이트 트렉으로 불렀다.

## 허구에서

### 문학

#### 영어
- 헨리 라이더 해거드, 스왈로 (1899) 및 마리 (1912)
- 스튜어트 클로에테, 터닝 휠즈 (1937)
- 헬가 모레이, 언테임드 (1950) - 1955년 동명의 영화는 이 책을 바탕으로 한다.
- 제임스 A. 미치너, 언약 (1980)
- 자케스 음다, 엑셀시오르의 마돈나 (2002) ISBN 0312423829
- 로빈 빈케스, 캔버스 언더 더 스카이 (2011) ISBN 1920143637 - 그레이트 트렉을 배경으로 한 문란한 약물 복용 푸어트레커에 대한 논란이 많은 소설.[29]

#### 아프리칸스어
- 자넷 페레이라

Die son kom aan die seekant op (2007; '바다에서 해가 뜬다')
- F.A. 벤터,

Geknelde land (영어: Afflicted land) (1960)
Offerland (영어: Land of sacrifice) (1963)
Gelofteland (영어: Land of the covenant) (1966)
Bedoelde land (영어: Intended land) (1968)

#### 네덜란드어
- C. W. H. 반 데르 포스트, Piet Uijs, of lijden en strijd der voortrekkers in Natal, 소설, 1918.

### 영화
- 언테임드 (1955), 아일랜드 대기근 이후 남아프리카 공화국에서 새로운 삶을 찾는 아일랜드 여성을 다룬 트렉 후반부를 배경으로 한 어드벤처/러브 스토리. 헬가 모레이의 1950년 동명 소설을 바탕으로 한다.
- 더 피어시스트 하트 (1961), 군대를 탈영하고 그레이트 트렉에 나선 보어인 무리에 합류하는 두 영국 군인을 다룬 어드벤처/러브 스토리.

## 같이 보기
- 트렉부어인
- 도르슬란트 트렉
- 남아프리카 공화국의 역사

## 더 읽어보기
- Benyon, John. "The necessity for new perspectives in South African history with particular reference to the Great Trek." Historia Archive 33.2 (1988): 1–10. online[깨진 링크(과거 내용 찾기)]
- Cloete, Henry. The history of the great Boer trek and the origin of the South African republics (J. Murray, 1899) online.
- Etherington, Norman. "The Great Trek in relation to the Mfecane: a reassessment." South African Historical Journal 25.1 (1991): 3–21.
- Petzold, Jochen. "'Translating' the Great Trek to the twentieth century: re-interpretations of the Afrikaner myth in three South African novels." English in Africa 34.1 (2007): 115–131.
- Routh, C. R. N.  "The Great South African Trek." History Today (May 1951) 1#5 pp 7–13 online.
- Von Veh, Karen. "The politics of memory in South African art." de arte 54.1 (2019): 3–24.